# Pepa Středa

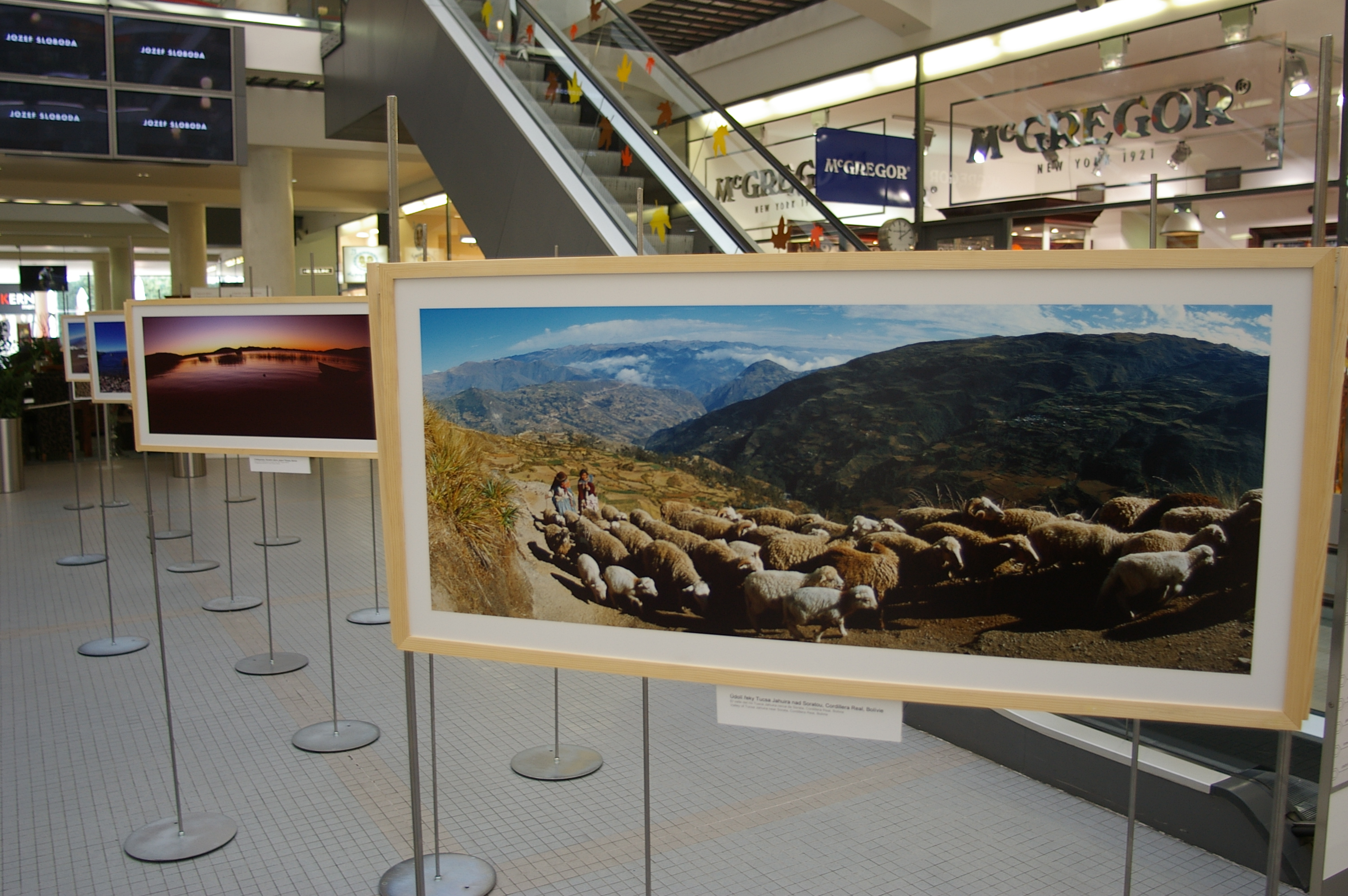
Výstava Bolívie v pasáži Černá růže v Praze, 2008

Pepa Středa (* 1. dubna 1964, Praha, vlastním jménem Josef Středa) je český fotograf, který pořizuje panoramatické záběry krajiny (Bolívie, Irsko, Nový Zéland, Thajsko, Tibet). Rovněž fotografuje Prahu a další místa České republiky z výšek, například z jeřábů, střech a lešení. Kromě klasických analogových a digitálních přístrojů používá středoformátový panoramatický fotoaparát Noblex PRO 6/150E. Svou tvorbu prezentuje vydáváním kalendářů a organizováním výstav.